# PEC in het seizoen 1919/20
Het seizoen 1919/1920 was het 10e jaar in het bestaan van de Zwolse voetbalclub PEC. De club kwam uit in de Tweede Klasse Oost B en nam ook deel aan het toernooi om de NVB beker

## Wedstrijdstatistieken

### Tweede Klasse B
| A.V.C. Heracles                                         |                                 |               |                 |
|                                                         | PEC                             | 0 – 2 (0 – 1) | A.V.C. Heracles |
| 21 maart 1920 Plaats: Zwolle Het Bleekien               |                                 |               |                 |
|                                                         | A.V.C. Heracles                 | 1 – 0 (1 – 0) | PEC             |
| 8 februari 1920 Plaats: Almelo Bornsestraat             |                                 |               |                 |
| A.A.C.                                                  |                                 |               |                 |
|                                                         | PEC                             | 2 – 1 (0 – 0) | A.A.C.          |
| 16 mei 1920 Plaats: Zwolle Gemeentelijk Sportpark       | (pen)                           |               |                 |
|                                                         | A.A.C.                          | 0 – 1 (0 – 1) | PEC             |
| 12 oktober 1919 Plaats: Zutphen Sportpark AZC Zutphen   |                                 |               |                 |
| AGOVV                                                   |                                 |               |                 |
|                                                         | PEC                             | 2 – 1 (2 – 1) | AGOVV           |
| 28 september 1919 Plaats: Zwolle Het Bleekien           | Korpershoek                     |               |                 |
|                                                         | AGOVV                           | 1 – 1 (1 – 1) | PEC             |
| 30 november 1919 Plaats: Apeldoorn Sportpark Berg & Bos | Gep                             |               |                 |
| Enschedese Boys                                         |                                 |               |                 |
|                                                         | PEC                             | 4 – 2 (2 – 2) | Enschedese Boys |
| 19 oktober 1919 Plaats: Zwolle Het Bleekien             | (pen) (pen)                     |               | (pen)           |
|                                                         | Enschedese Boys                 | 1 – 0 (1 – 0) | PEC             |
| 1 februari 1920 Plaats: Enschede Volkspark              | Hagen 35'                       |               |                 |
| Deventer                                                |                                 |               |                 |
|                                                         | PEC                             | 4 – 1 (1 – 0) | VV Deventer     |
| 29 februari 1920 Plaats: Zwolle Het Bleekien            |                                 |               |                 |
|                                                         | VV Deventer                     | 0 – 3 (0 – 0) | PEC             |
| 26 oktober 1919 Plaats: Deventer Sportpark Deventer     |                                 |               |                 |
| Doetinchem                                              |                                 |               |                 |
|                                                         | PEC                             | 2 – 0 (0 – 0) | VV Doetinchem   |
| 2 november 1919 Plaats: Zwolle Het Bleekien             |                                 |               |                 |
|                                                         | VV Doetinchem                   | 0 – 1 (0 – 0) | PEC             |
| 4 januari 1920 Plaats: Doetinchem Sportpark Doetinchem  |                                 |               |                 |
| Daventria                                               |                                 |               |                 |
|                                                         | PEC                             | 8 – 0 (3 – 0) | VV Daventria    |
| 13 mei 1920 Plaats: Zwolle Het Bleekien                 | Jaap van Buren Marinus Libregt  |               |                 |
|                                                         | VV Daventria                    | 2 – 2 (0 – 0) | PEC             |
| 22 februari 1920 Plaats: Deventer Sportpark Daventria   | Dijkstra (pen) 50' Dijkstra 60' |               |                 |

### NVB beker
| 1e ronde                                             | Robur et Velocitas | 0 – 1 (0 – ?) | P.E.C. |
| 18 april 1920 Plaats: Apeldoorn Sportpark Kerschoten |                    |               |        |
| 2e ronde                                             | P.E.C.             | 5 – 2 (2 – 1) | Xerxes |
| 25 april 1920 Plaats: Zwolle Het Bleekien            |                    |               |        |
| 3e ronde                                             | H.V.C.             | 2 – 0 (0 – 0) | P.E.C. |
| 2 mei 1920 Plaats: Amersfoort Sportpark Zielhorst    | van Andel Floor    |               |        |

## Statistieken PEC 1919/1920

### Eindstand PEC in de Nederlandse Tweede Klasse 1919 / 1920
| Stand | Gespeeld | Gewonnen | Gelijk | Verloren | Punten | Doelpunten voor | Doelpunten tegen |
| ----- | -------- | -------- | ------ | -------- | ------ | --------------- | ---------------- |
| 2e    | 14       | 9        | 2      | 3        | 20     | 30              | 12               |

### Punten per tegenstander
|       | A.V.C. Heracles | A.A.C. | AGOVV | Enschedese Boys | Deventer | Doetinchem | Daventria |
| ----- | --------------- | ------ | ----- | --------------- | -------- | ---------- | --------- |
| Thuis | 0               | 2      | 2     | 2               | 2        | 2          | 2         |
| Uit   | 0               | 2      | 1     | 0               | 2        | 2          | 1         |

### Doelpunten per tegenstander
|       | A.V.C. Heracles | A.A.C. | AGOVV | Enschedese Boys | Deventer | Doetinchem | Daventria | Totaal |
| ----- | --------------- | ------ | ----- | --------------- | -------- | ---------- | --------- | ------ |
| Thuis | 0               | 2      | 2     | 4               | 4        | 2          | 8         | 22     |
| Uit   | 0               | 1      | 1     | 0               | 3        | 1          | 2         | 8      |
|       |                 |        |       |                 |          |            |           | 30     |